# Dendroidopsis robusticornis
Dendroidopsis robusticornis is een keversoort uit de familie vuurkevers (Pyrochroidae). De wetenschappelijke naam van de soort is voor het eerst geldig gepubliceerd in 2004 door Young.